# سیتیونوئوو
سیتیونوئوو (به اسپانیایی: Sitionuevo) یک سکونتگاه مسکونی در کلمبیا است که در بخش ماگدالنا واقع شده‌است.

## خصوصیات
سیتیونوئوو ۲۶٬۷۷۷ نفر جمعیت دارد.